# Канталупа
Канталу̀па (на италиански: Cantalupa; на пиемонтски: Cantaluva, Канталува, на окситански: Chantoloubo, Шантолоубо) е малък град и община в Метрополен град Торино, регион Пиемонт, Северна Италия. Разположен е на 459 m надморска височина. Към 1 януари 2020 г. населението на общината е 2590 души, от които 83 са чужди граждани.